# Cardston County
Das Cardston County ist einer der 63 „Municipal Districts“ in Alberta, Kanada. Der Verwaltungsbezirk liegt in der Region Süd-Alberta und gehört zur „Census Division 3“. Er wurde zum 18. Dezember 1913 (incorporated als „Large Local Improvement Districts“), durch die Zusammenlegung mehrerer anderer Verwaltungsbezirke, eingerichtet. Zuletzt wurde zum 1. Januar 2000 der der Name des Bezirks von „Municipal District of Cardston No. 6“ in seinen heutigen geändert. Seinen Verwaltungssitz hat der Bezirk in Cardston.
Der Verwaltungsbezirk ist für die kommunale Selbstverwaltung in den ländlichen Gebieten sowie den nicht rechtsfähigen Gemeinden, wie Dörfern und Weilern und ähnlichem, zuständig. Für die Verwaltung der Städte (City) und Kleinstädte (Town) in seinen Gebietsgrenzen ist er nicht zuständig.

## Lage
Die „Municipal District“ liegt im Südwesten der kanadischen Provinz Alberta und grenzt im Süden an den US-amerikanischen Bundesstaat Montana. Durch den Süden des Bezirks fließt der Milk River sowie der North Fork Milk River, als einer seiner Nebenflüsse. Im Norden fließt der Oldman River, dessen Verlauf auch ein Teil Grenzverlaufs folgt. Im Westen des Bezirks folgt der Grenzverlauf dann dem Waterton River und nach dessen Einmündung in den Belly River diesem. Außerdem fließt im westlichen Bereich des Bezirks noch der Saint Mary River. Die Hauptverkehrsachsen des Bezirks sind der in Ost-West-Richtung verlaufende Alberta Highway 5 sowie in Nord-Süd-Richtung der Alberta Highway 2 und Alberta Highway 62.
Im Nordwesten findet sich ein großes Reservat (Blood No. 148) der Kainai, einer Gruppe der First Nation. Laut dem „Census 2016“ leben in dem 1414,31 km² großen Reservat 4570 Menschen.
Mit dem Police Outpost Provincial Park und dem kleinen Woolford Provincial Park befinden sich zwei der Provincial Parks in Alberta im Bezirk. Außerdem liegen Bereiche des Biosphärenreservates Waterton im westlichen Teil des Bezirks.
| Municipal District of Pincher Creek No. 9 | Municipal District of Willow Creek No. 26   | Lethbridge County      |
| Improvement District 04 (Waterton)        | Kompassrose, die auf Nachbargemeinden zeigt | County of Warner No. 5 |
|                                           | Montana                                     |                        |

## Bevölkerung
| Jahr | Erhebung          | Einwohner | Änderung | Fläche (km²) | Bev.-dichte (EW/km²) |
| ---- | ----------------- | --------- | -------- | ------------ | -------------------- |
| 2016 | Volkszählung 2016 | 4481      | + 7,5 %  | 3.429,82     | 1,3                  |
| 2011 | Volkszählung 2011 | 4671      | + 3,2 %  | 3.414,87     | 1,2                  |

## Gemeinden und Ortschaften
Folgende Gemeinden liegen innerhalb der Grenzen des Verwaltungsbezirks:
- Stadt (City): keine
- Kleinstadt (Town): Cardston, Magrath
- Dorf (Village): Glenwood, Hill Spring
- Weiler (Hamlet):Aetna, Beazer, Carway, Del Bonita, Kimball, Leavitt, Mountain View, Spring Coulee, Welling, Welling Station, Woolford

Außerdem bestehen noch weitere, noch kleinere Ansiedlungen und zahlreiche Einzelgehöfte.